# História da moda

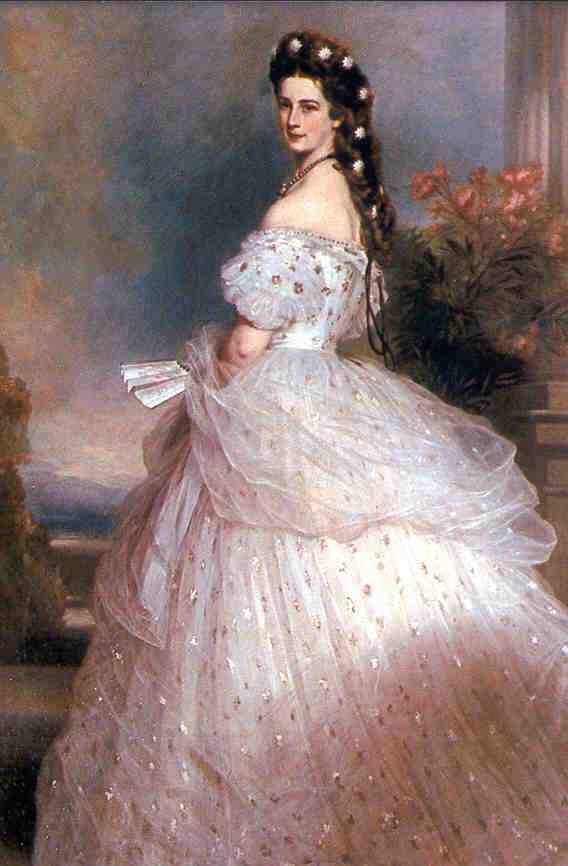
Vestido atribuído a Charles Frederick Worth para Isabel da Áustria pintado por Franz Xaver Winterhalter

A história da moda refere-se especificamente ao desenvolvimento do propósito e da intenção por trás de roupas, sapatos, acessórios e seu design e construção. A indústria moderna, baseada em empresas ou casas de moda dirigidas por designers individuais, começou no século XIX com Charles Frederick Worth que, a partir de 1858, foi o primeiro designer a ter a sua etiqueta cosida nas peças de vestuário que criava.
A moda começou quando os humanos começaram a usar roupas. Essas roupas eram normalmente feitas de plantas, peles de animais e ossos. Antes de meados do século XIX, a divisão entre alta-costura e prêt-à-porter não existia realmente. Mas as peças mais básicas do vestuário feminino eram feitas sob medida por costureiros que lidavam diretamente com o cliente. Na maioria das vezes, as roupas eram estampadas, costuradas e adaptadas em casa. Quando surgiram vitrines de pronto-a-vestir, essa necessidade foi retirada da carga de trabalho doméstica.
O desenho dessas roupas foi aumentando a partir de desenhos estampados, principalmente de Paris, que circulavam pela Europa e eram aguardados com grande expectativa nas províncias. As costureiras então interpretariam esses padrões da melhor maneira possível. A origem dos desenhos foram as roupas elaboradas pelas figuras mais elegantes, normalmente as da corte, juntamente com suas costureiras e alfaiates. Embora houvesse distribuição de bonecas vestidas da França desde o século XVI e Abraham Bosse tivesse produzido gravuras da moda na década de 1620, o ritmo da mudança acelerou na década de 1780 com o aumento da publicação de gravuras francesas ilustrando os últimos estilos parisienses, seguidas pela moda revistas como Cabinet des Modes. Em 1800, todos os europeus ocidentais vestiam-se da mesma forma (ou pensavam que se vestiam); as variações locais tornaram-se primeiro um sinal da cultura provinciana e mais tarde uma insígnia do camponês conservador.
No início do século XX, as revistas de moda e, com a rotogravura, os jornais, começaram a incluir fotografias e tornaram-se ainda mais influentes. Em todo o mundo estas revistas foram muito procuradas e tiveram um efeito profundo no gosto do público. Ilustradores talentosos — entre eles Paul Iribe, Georges Lepape, Erté e George Barbier — desenharam atraentes ilustrações de moda para essas publicações, que cobriam os mais recentes desenvolvimentos em moda e beleza. Talvez a mais famosa dessas revistas tenha sido La Gazette du Bon Ton, fundada em 1912 por Lucien Vogel e publicada regularmente até 1925.

## Antes de 1900: início da alta-costura
Durante o início do século XVIII, os primeiros designers de moda ganharam destaque como líderes da moda. Na década de 1720, a costureira da rainha Françoise Leclerc tornou-se procurada pelas mulheres da aristocracia francesa,  e em meados do século, Marie Madeleine Duchapt, Mademoiselle Alexandre e Le Sieur Beaulard ganharam reconhecimento nacional e expandiram a sua base de clientes de da aristocracia francesa para a aristocracia estrangeira. No entanto, Rose Bertin é geralmente considerada a primeira estilista internacionalmente famosa.
Rose Bertin, apelidada de 'Ministra da Moda', foi costureira de Maria Antonieta de 1770 a 1793. Bertin abriu uma loja em Paris e teve uma influência considerável na cultura parisiense. estilo, até que a Revolução Francesa a forçou ao exílio em Londres.
Uma estranha na corte francesa, Maria Antonieta confiou nos projetos meticulosos de Bertin para ajudá-la a "combater seus inimigos com estilo". As preferências de moda únicas de Maria Antonieta, como calças de montaria masculinas ou vestidos simples de musselina, contrastavam fortemente com vestidos elaborados enquanto a Rainha tentava criar uma personalidade que permitisse aos cidadãos da França se conectarem com ela e seu estilo de vida. Embora as tentativas de Maria Antonieta tenham sido em grande parte malsucedidas, a forma como Bertin ajudou a rainha a expressar-se através da moda foi inovadora e abriu um precedente para os monarcas que se seguiram e para os seus designers, como Louis Hippolyte Leroy. E no início do século XIX, designers como Ann Margaret Lanchester e Mary Ann Bell estavam a expandir os seus negócios e a publicar os seus próprios designs em revistas de moda. Na primeira metade do século XIX, os designers de moda parisienses, como Madame Vignon, Madame Victorine e Madame Palmyre, normalmente não concebiam de forma independente um produto que os seus clientes pudessem escolher comprar, mas sim criavam o produto em colaboração com desejos de seus clientes, para produzir algo único.

## Década de 1910
Durante os primeiros anos da década de 1910, a silhueta da moda tornou-se muito mais ágil, fluida e mais suave do que no século XIX. Quando o Ballets Russes apresentou Scheherazade em Paris em 1910, surgiu uma mania pelo Orientalismo. O costureiro Paul Poiret foi um dos primeiros designers a traduzir isso para o mundo da moda. Os clientes de Poiret foram imediatamente transformados em garotas de harém com pantalonas esvoaçantes, turbantes e cores vivas e gueixas em quimonos exóticos. Poiret também inventou o primeiro traje que as mulheres podiam vestir sem a ajuda de uma empregada.
O movimento art déco começou a surgir nesta época e sua influência ficou evidente nos designs de muitos costureiros da época. Chapéus de feltro simples, turbantes e nuvens de tule substituíram os estilos de chapéus populares no século XIX. Também é notável que os primeiros verdadeiros desfiles de moda tenham sido organizados neste período, por Jeanne Paquin, uma das primeiras costureiras femininas, que também foi a primeira costureira parisiense a abrir filiais estrangeiras em Londres, Buenos Aires e Madrid.